# Circuito de la cultura
El circuito de la cultura es un modelo teórico y analítico utilizado en el campo de investigación de los estudios culturales, cuyo centro de interés es la cultura popular contemporánea. Este modelo fue formulado en 1997 por Paul du Gay, Stuart Hall, Linda Janes, Hugo Mackay y Keith Negus en su obra Doing cultural studies. The Story of the Sony Walkman, en la cual analizaron el producto conocido popularmente como Walkman, aplicando dicho modelo. La razón es que estos autores consideraron dicho aparato como un medio de la cultura moderna y un típico artefacto cultural.

## Elementos del circuito de la cultura
- Representación
- Identidad
- Producción
- Consumo
- Regulación

Para Stuart Hall es importante el concepto de articulación. Una articulación es la forma de conexión que puede convertir dos elementos distintos en una unidad, que puede no ser definitiva, sino temporal, si se dan ciertas condiciones.

## Concepto de cultura implícito en el modelo
El concepto de cultura que subyace en el circuito de la cultura es el de cultura popular contemporánea. En el contexto de los estudios culturales se entiende por cultura los significados y las prácticas sociales compartidos por una colectividad frente a la concepción más clásica que la concibe como el conjunto de las producciones artísticas y del pensamiento tradicionalmente conocidos como alta cultura o cultura académica, que según Hall –basándose en Marx- es la cultura de la clase dominante, poseedora de los medios de producción.
Du Gay señala dos razones para el uso tan frecuente del término cultura. En primer lugar, la creciente importancia de las prácticas culturales y de las instituciones en muchas áreas de la vida social. El desarrollo de los medios de comunicación de masas, la globalización informativa y las nuevas formas visuales de comunicación han tenido un profundo impacto sobre el estilo de vida actual. La segunda razón, según Du Gay, es epistemológica, puesto que implica cuestiones sobre el conocimiento.
La cultura es vista actualmente por los teóricos de los estudios culturales como un elemento constitutivo de los procesos de la vida social, como los económicos o los políticos. Y, puesto que las prácticas sociales son prácticas significativas, son también culturales. La producción de significados sociales es una condición necesaria para el funcionamiento de todas las prácticas sociales y la consideración de las condiciones culturales de las prácticas sociales debe formar parte de la explicación sociológica de su funcionamiento. La descripción y el análisis cultural se considera un requisito indispensable para la producción de conocimiento sociológico.
No puede hablarse de una única cultura, sino de varias culturas coexistentes, algunas dominantes y otras dominadas. Hall explica la relación que tiene lugar entre ellas a partir del concepto de hegemonía utilizado por Gramsci. Para Antonio Gramsci hegemonía es el momento en que la clase dominante ejerce una autoridad social total sobre las clases subordinadas. Esta forma de poder (consistente en la capacidad de estructurar alternativas, de contener oportunidades y de crear el consenso) logra que la concesión de legitimidad hacia las clases dominantes aparezca como espontánea, natural y normal.
El circuito de la cultura supone una alternativa ante los modelos comunicativos basados en el esquema emisor-receptor. Defiende una modalidad de análisis cultural que tenga en cuenta la articulación y la interacción de los procesos mencionados.

## Enlaces de interés
- Nombre Falso. Comunicación y sociología de la cultura. Apuntes

- Datos: Q18222553